# Parnassius cephalus
Espèce
Parnassius cephalus est une espèce d'insectes lépidoptères de la famille des Papilionidae, de la sous-famille des Parnassiinae et du genre Parnassius.

## Systématique
Parnassius cephalus a été décrit par Grigori Grumm-Gerdjimaïlo en 1892.

## Liste des sous-espèces
- Parnassius cephalus dengkiaoping Weiss
- Parnassius cephalus elwesi Leech
- Parnassius cephalus erlaensis Sorimachi
- Parnassius cephalul irene Bryk & Eisner
- Parnassius cephalus micheli Weiss
- Parnassius cephalus paimaensis Yoshino, 1997
- Parnassius cephalus pythia Rothschild
- Parnassius cephalus sengei (Bang-Haas)
- Parnassius cephalus takensakai Koiwaya
- Parnassius cephalus weissi Schulte
- Parnassius cephalus yammataka[1].

## Description
Parnassius cephalus est un papillon au corps couvert de poils gris argentés, aux ailes grises et blanches, nimbée de gris dans leur partie basale, et le long du bord interne des ailes postérieures. Les ailes antérieures présentent une bordure marginale grise doublée d'une seconde bande grise, et, près du bord costal deux marques noires  un groupe de trois petites taches rouges cernées de noir. Les ailes postérieures présentent une ligne submarginale incomplète d'ocelles noirs pupillés de bleu métallisé et deux taches rouges cernées de gris.

## Écologie et distribution
Parnassius cephalus est présent au Tibet et en Chine.

### Biotope
Parnassius cephalus réside en haute montagne.

### Protection
Pas de statut de protection particulier.